# Calydon submetallicum
Calydon submetallicum là một loài bọ cánh cứng trong họ Cerambycidae.